# ベームスター干拓地
ベームスター干拓地は、オランダ北西部北ホラント州の都市ベームスターにある、1612年から1617年に工事が行われた干拓地。オランダ初の干拓地であり、以降の干拓工事にも影響を与えた。
元々は、オランダ東インド会社の海外派遣の食糧確保を目的として、農地の創出を企図したものであり、風車を利用して水を排出した。実際に農地として使われ始めたものの、排水の不十分さが原因で、一度は牧草地に転用された。後に排水技術の向上などによって土地が改善し、現在では温室を使った園芸農業なども営まれている。
ベームスターの中心である中央ベームスター、耕作地として発展した北ベームスターと西ベームスター、園芸農業が盛んな南東ベームスターの四区画に分かれる（もとは南東ベームスターが南と東に分かれていたので五区画）。建物や農地のレイアウトは十分に計画されたものであり、整然とした文化的景観を作り出している。
その歴史的意義と、17世紀以来の景観がいまなおよく保たれていることから、ユネスコの世界遺産に登録された（ID899）。

## 位置

ベームスター干拓地の位置

## 登録基準
この世界遺産は世界遺産登録基準のうち、以下の条件を満たし、登録された（以下の基準は世界遺産センター公表の登録基準からの翻訳、引用である）。
- (1) 人類の創造的才能を表現する傑作。
- (2) ある期間を通じてまたはある文化圏において、建築、技術、記念碑的芸術、都市計画、景観デザインの発展に関し、人類の価値の重要な交流を示すもの。
- (4) 人類の歴史上重要な時代を例証する建築様式、建築物群、技術の集積または景観の優れた例。